# Loes Sels
Loes Sels, née le 25 juillet 1985 à Turnhout, est une coureuse cycliste belge, spécialisée dans le cyclo-cross. 

## Biographie
Elle est la fille de l'ancien cyclocross-man Rudy Sels et la sœur de l'ancien spécialiste du VTT cross-country Nick Sels.

## Palmarès en cyclo-cross
- 2006-2007
  -  Championne de Belgique de cyclo-cross
  - Superprestige #5, Hamme-Zogge
- 2007-2008
  -  Championne de Belgique de cyclo-cross
- 2015-2016
  - 3e du championnat de Belgique de cyclo-cross
- 2017-2018
  - SOUDAL Classics Hasselt, Hasselt
  - SOUDAL Classics Leuven, Louvain
  - International Cyclocross Rucphen, Rucphen
  - Internationale Sluitingsprijs, Oostmalle
  - 3e du championnat de Belgique de cyclo-cross
- 2018-2019
  - Kermiscross, Ardooie
  - Grand-Prix de la Commune de Contern, Contern
  - Cyclo Cross Gullegem, Gullegem
  - Kasteelcross Zonnebeke, Zonnebeke
  - 2e du championnat de Belgique de cyclo-cross
  - 2e du IJsboerke Ladies Trophy
  - 6e du championnat d'Europe de cyclo-cross
- 2019-2020
  - 9e du championnat d'Europe de cyclo-cross
- 2024-2025
  - Continental CX Timișoara, Timișoara